# Соколова, Наталья Геннадьевна
Наталья Геннадьевна Соколова (род. 30 августа 1985, Красноярск) — российская дзюдоистка, мастер спорта России международного класса (2007), двукратный призёр чемпионата Европы (2005, 2006), бронзовый призёр Универсиады (2007), чемпионка и многократный призёр чемпионатов России.

## Биография
С детства была крупным ребёнком. Заниматься дзюдо стала по предложению подружки. Её первым тренером была Наталья Веткина. Когда появились спортивные результаты её перестали обзывать.
Многократный победитель и призёр международных турниров. Член сборной команды России с 2006 года. В свободное время увлекается вышиванием.

## Спортивные результаты
- Чемпионат России по дзюдо 2005 года — ;
- Чемпионат России по дзюдо 2006 года — ;
- Чемпионат России по дзюдо 2007 года — ;
- Чемпионат России по дзюдо 2008 года — ;
- Чемпионат России по дзюдо 2009 года — ;
- Чемпионат России по дзюдо 2010 года — ;
- Чемпионат России по дзюдо 2011 года — ;
- Чемпионат России по дзюдо 2012 года — ;
- Чемпионат России по дзюдо 2013 года — ;
- Чемпионат России по дзюдо 2014 года — ;
- Чемпионат России по дзюдо 2015 года — ;
- Чемпионат России по дзюдо 2017 года — ;
- Чемпионат России по дзюдо 2018 года — ;
- Чемпионат России по дзюдо 2019 года — ;